# Papiro 105
O Papiro 105 ({\displaystyle {\mathfrak {P}}}105) é um antigo papiro do Novo Testamento que contém fragmentos dos capítulos vinte e sete e vinte e oito do Evangelho de Mateus (27:62-64; 28:2-5).